# Leckford
Leckford – wieś w Anglii, w hrabstwie Hampshire, w dystrykcie Test Valley. Leży 11 km na północny zachód od miasta Winchester i 102 km na południowy zachód od Londynu. Miejscowość liczy 136 mieszkańców.